# マイダイアリー
『マイダイアリー』は、2024年10月20日から12月22日まで、テレビ朝日系列で毎週日曜22時15分 - 23時9分に全9話が放送された、朝日放送テレビ・東映東京撮影所制作のテレビドラマ。主演は清原果耶。第43回向田邦子賞受賞作。

## 概要
前番組までと同様に、本作品も原作となる作品のないオリジナル作品であるが、実績十分のベテラン脚本家を起用するケースが多く見られた従前までの「日10」枠のドラマに対し、本作品では2020年デビューの兵藤るりが脚本を担当。些細なきっかけから、主人公で社会人1年目の恩村優希が過去の大切な思い出を振り返るという構成のもと、大学時代の仲間たちとの日常やその繋がりをノスタルジックに紡ぐヒューマンドラマとなっている。
直前の時間帯にて、報道・情報番組『有働Times』（20時56分 - 22時15分）が新たに立ち上げられるのに伴い、「日10」枠も本作品の開始に併せて、放送時間が従来より15分後ろ倒しされることがアナウンスされていたが、本作品が放送された2024年10月クールでは、衛星放送も含めてすでに4つのドラマ枠が存在するのに加え、本来21時台に放送される「日曜劇場」（TBS系列）の放送時間拡大なども重なり、日曜22時台にドラマ枠が乱立する状況となっていた。
こうした状況下でスタートした本作品も、競合するドラマ枠との裏被りの影響を受ける格好となり、視聴率は初回と第4話が3%台を記録した以外は最終回まで2%台（いずれも平均世帯視聴率）を推移、期間平均視聴率も2.6%と、民放4局の歴代GP帯連ドラにおける期間平均のワースト記録を更新する形となった。また、動画配信サービスのTVerにおけるお気に入り数も、12月24日現在で28.4万に留まっており、こちらも2024年10月クールにおけるGP帯ドラマの中で最下位を記録した。
このように視聴率こそ振るわなかったものの、一方で前出の向田邦子賞の受賞に際し、「日常を丁寧に、かつ鋭い角度で描かれている」ことが受賞理由に挙げられるなど、内容の面で本作品を評価する向きもある。

## あらすじ
大学生の恩村優希は、長谷川愛莉、白石まひるとともに、教育学部の3年生になった。
新学期最初の日。優希は大学キャンパスの中で、桜の木の下で一心に数式を書いている不思議な青年と出会う。彼が立ち去ったあとに、リュックが置き忘れてあった。優希は愛莉、まひるとともにリュックの持ち主を探す。
その青年は、徳永広海。数学に特異な才能を持つと認められた『ギフテッド』で、アメリカの大学に行っていたが、帰国して理学部数学科３年に編入したばかりだった。リュックをなくして困っている広海に、商学部３年の和田虎之介が声をかけ、一緒にリュックを探す。
これが優希、愛莉、まひると、広海と虎之介との出会いだった。5人は、仲のいい5人組になる。5人はそれぞれに悩みを抱えていたが、5人で相談し合い助け合う仲間になっていった。特に、アメリカで孤独な思いをして一人帰ってきた広海にとって、大切な仲間となった。
その中で優希と広海は、互いに惹かれ合っていく。広海は優希に、アメリカから帰ってきた理由を話す。数学の研究に挫折し、目標を見失って、自分の存在がわからなくなったのだと。
しかし広海は優希と付き合ううちに、自分にはやっぱり数学が一番楽しいのだと気づかされ、研究への意欲を取り戻していく。そして論文を執筆する。広海が発表した論文がアメリカのある大学教授の目に留まり、是非アメリカに来てほしい、一緒に研究がしたいと申し出を受ける。
広海にとって、一度は夢を果たせなかった世界に、再び挑戦できるチャンスだった。広海は優希に、アメリカへ行けるかもしれないと話す。優希は、行けるといいねと言いつつ、広海が遠く離れてしまうことに内心は激しく動揺する。
広海は悩んだ末に、アメリカ行きを断る。優希と離れたくない、そして仲間たちと離れたくない、と。しかし優希には、アメリカ行きには結局選ばれなかったと嘘をつく。
5人は大学を卒業し、それぞれの道に進む。優希は高校の国語教師に、そして広海は大学院生になった。2人の恋は、仲間たちから見ても、卒業後も順調そうだった。
広海は、研究内容を高く評価されて、大学から表彰を受ける。表彰式の日、優希は、広海がアメリカ行きを自ら断っていたことを知る。広海の気持ちを知った優希は悩む。
広海は、アメリカには行かない、これからもずっと優希のそばにいたい、と言ってくれる。それはとてもうれしい。でも広海は、特別な人にしか見られない世界を見ることができる人。私が、そして仲間たちが、彼の居場所になっていることが、彼の可能性を奪っているのではないか。
優希は広海に別れを告げる。
それを知った虎之介と愛莉とまひるは、それは優希が本当に望んでいることではないと見抜き、優希を諭す。また虎之介は広海と話し、広海にとって優希は決して手を離してはいけない人であることを気づかせる。
優希と広海は、距離が離れても2人は一緒に生きていけることを確かめ合う。そして広海はアメリカ行きを決める。

## キャスト

### 主要人物
恩村優希（おのむら ゆき）
演 - 清原果耶
主人公。常青大学教育学部の3年生。
高校生の時に母を亡くしている。母の生前の言葉から、「優しい人」になりたいと考えている。
卒業後は高校の教師になる。
徳永広海（とくなが ひろみ）
演 - 佐野勇斗
常青大学理学部数学科の3年生。数学に特異な才能を持つ「ギフテッド」の青年。アメリカの大学に進学したが、挫折して帰国し、常青大学に編入してきた。
人付き合いが苦手だが、仲良し5人組に加わって、仲間と一緒にいることの楽しさを知る。
白石まひる（しらいし まひる）
演 - 吉川愛（幼少期：山中七）
優希と愛莉の教育学部の同級生。趣味は「推し活」。父親は経済誌の表紙を度々飾るような人物で、裕福な家庭に育っており、小学校も私立に通っていた。小学生のとき誘拐未遂に遭った体験がトラウマとなり、人に心を許すことができないでいたが、大学入学直後に優希と愛莉と出会い、心を許せる仲間がいることに気づく。
長谷川愛莉（はせがわ あいり）
演 - 見上愛
優希とまひるの教育学部の同級生。遊園地「あらかわ遊園」で、ライオンの着ぐるみを着てバイトをしている。似顔絵を書くのが得意。優希のことが好きで、優希の似顔絵を描いて本人に渡したいと考えている。
和田虎之介（わだ とらのすけ）
演 - 望月歩
常青大学商学部の3年生。コミュニケーション能力が高く、5人の中ではムードメーカー的存在。困っている人がいると見過ごせない性格。卒業後は生命保険の営業マンとして働いている。

### 優希の関係者
富田緑（とみた みどり）
演 - 中村ゆり
優希が一人暮らしするマンションの隣人。ウェブライターで趣味は競馬。優希と出会う前から実は優希の母・まいこと知り合いで、亡くなる直前のまいこから、優希のことを見ていてほしいと頼まれていた。
田中遥斗（たなか はると）
演 - 相澤壮太
優希がアルバイトしている家庭教師の教え子。小学生だが学校に行っていない。
田中紗世（たなか さよ）
演 - 西原亜希
遥斗の母親。

### 周辺人物
杉山次郎（すぎやま じろう）
演 - 坪倉由幸
虎之介がバイトをしているファミレス「サンディッシュ」の店長。
喜田義弘（きた よしひろ）
演 - 勝村政信
常青大学の理学部数学科の教授。広海が小さいころから交流のある恩師。

### ゲスト

#### 第1話
大川美鈴
演 - 是永瞳（第2話）
虎之介が働くファミレスの常連客。いつも夜10時に来店する。
森和馬
演 - 新原泰佑
優希の元恋人。「優希の優しさが苦しい」と言って別れを告げる。
佐藤廉
演 - 鈴木康介
広海が編入後最初の日に出席した講義で隣にすわっていた数学科の学生。広海に困っていることはないかと訊ねるが拒絶される。
RIM、FIRST SENSE
演 - 本人（第2話・第3話）
まひるが推しているアイドル。芸能活動を突然卒業し、卒業公演を開く。
桐山大和、島村健也、手塚杏
演 - 小方蒼介、宗像隼司、西美歌
広海の噂話をする数学科の学生。
学生
演 - 金丸尭暉、コトリ、マキ
優希たちが歌っているのを聞いて「怪獣のバラードだね」と話す学生。
バス運転士
演 - 清田智彦
乗り過ごしてしまった美雪から話を聞いて保護者に連絡する運転士。
飯島美雪
演 - 天野実結
優希と広海が乗るバスを通学に使っている小学生。座席で居眠りをして乗り過ごし、優希と広海が自宅最寄りのバス停まで送ってあげる。この出来事を通じて、優希と広海はそれぞれの「優しさ」に気づく。
飯島まなみ
演 - 蜂丸明日香
美雪の母親。
講師
演 - 吉野健夫（第3話）
3年生のオリエンテーションを担当する講師。
従業員
演 - 小島法子
常青大学学生食堂の従業員。
学生たち
演 - 小作ほの香、西村ゆり、梅野杏珠、大城完太、大野悠人
大学の広場でコーラスしているアカペラサークルの学生たち。

#### 第2話
社員
演 - 小暮智美
和田虎之介が新卒の就職面接を受けに行った「SPA生命保険株式会社」の面接会場受付。

#### 第3話
白石りさ子
演 - 原沙知絵
まひるの母。専業主婦。まひるの小学生時代のトラウマを今も気にかけている。
牧原隆志
演 - 窪塚俊介
牧原蓮の父。複数の飲食店を経営していた。まひるの誘拐を企てるが、途中であきらめる。
牧原蓮
演 - 黒川晏慈
まひるの小学校時代のクラスメイト。ある日突然学校に来なくなる。
クラスメイト
演 - 瀧上颯太、田中乃愛、照井野々花
まひるの小学校時代のクラスメイト。

#### 第4話
島田和沙
演 - SUMIRE
愛莉のあらかわ遊園でのバイトの先輩。ウシの着ぐるみを着て働いている。
女子高生
演 - 今森茉耶、平野瑠莉
あらかわ遊園でライオンの着ぐるみを着てバイト中の愛莉に「風船がほしい」と話しかける女子高生グループ。
教授
演 - 本多新也（第5話）
常青大学教育学部教育心理学 教授。
女の子
演 - 井上明香里
遥斗の家の前を通って通学している小学生。遥斗の好きな「スペースマイペース」のキャラクターグッズをランドセルにつけており、遥斗が友だちになりたいと優希に相談する。

#### 第5話
増田克弥
演 - 福崎那由他
広海の幼馴染み。ギフテッド支援団体「キャンバス育英財団」同窓会で再会する。中学生の時に小説で新人文学賞を受賞し、天才少年ともてはやされていた。現在は朝陽新聞社文化科学部 契約ライター。
飯田
演 - 土佐和成
広海と虎之介がバイトするホテルの従業員。虎之介の風貌を見て、「昭和の歌手」と言う。
男性
演 - 中村楓
「キャンバス育英財団」同窓会で広海に中に入るか訊ねる男性。
店員
演 - ロハンK
優希と広海がカレーを食べるインド家庭料理店「ラニ」の店員。

#### 第6話
恩村優見
演 - 菅野莉央（第7話）
優希の姉。浜松の実家で父とともに暮らしている。4年前、母が亡くなったとき、遺言に従って遺灰を父と優希とともに海に撒いたが、優希がウソをついて海に撒かずに持ち帰っていたことを知り、激怒する。
恩村拓郎
演 - 平山浩行
優希の父。浜松で銭湯「恩の湯」を営んでいる。
山本南美、石田佐織
演 - 葛西杏也菜（第8話・最終話）、下川愛陽（第8話・最終話）
優希が勤めている高校の教え子。彼氏と喧嘩したあとの謎のハンドサインのことを優希に相談する。
隣人
演 - 渡部おにぎり
富田緑が住んでいた部屋の現在の住人。

#### 第7話
恩村まいこ
演 - りょう（第6話）
優希の母。4年前、病気で亡くなっている。自分が死んだら遺灰を海に撒いてほしいと遺言した。

#### 第8話
出口楓
演 - 影山優佳
広海がアメリカの大学に在籍していた時の同級生。広海は、数学に関して楓にはかなわないと思っている。優希は楓と出会ったことで、自分は楓のように広海に数学の楽しさを与えることができないと悩む。
太田洋子
演 - 藤田朋子
優希が赴任した高校の教師。優希の指導係。
山根
演 - 勢登健雄（最終話）
優希が赴任した高校の数学教師。優希が広海と初めて出会った時に広海が書いていた数式の意味を、優希に教える。
教師
演 - 緑川恵生
優希が赴任した高校の教師。
司会
演 - 一谷真由美
広海が受賞した「常青大学 若手研究者に贈る賞」式典の司会者。
店員
演 - 森寧々
広海の受賞祝いをするレストランの店員。
店員
演 - 成田裕生
カフェバーの店員。
生徒
演 - 澤田花音
優希の学校の生徒。
- 小原明紀[41]（最終話）、中田幸花[41]（最終話）、田中梨智[41]（最終話）

#### 最終話
店員
演 - 美月ちか
優希と広海が久しぶりに会ったカフェの店員。

## スタッフ
- 脚本 - 兵藤るり
- 音楽 - 小山絵里奈
- 主題歌 - Saucy Dog「くせげ」（A-Sketch）[43]
- 挿入歌 - 森大翔「群青日記」（A-Sketch）[44]
- 企画・プロデュース - 清水一幸[1]
- プロデューサー - 川村未来、藤田洋平、栗生一馬、森田大児[1]
- 演出 - 穐山茉由[1]、瑠東東一郎、髙橋浩、田口仁、加藤卓哉
- 制作プロダクション - 東映東京撮影所[1]
- 制作著作 - 朝日放送テレビ[1]

## 放送日程
特番などによる休止・放送時間変更は以下の通り。
- 10月27日：第50回衆議院議員総選挙特別番組『10・27 “選択”の日 「選挙ステーション 2024」&「有働Times」』（19時54分 - 翌28日0時）放送のため休止[45]。
- 第3話：直前の時間帯に放送される『有働Times』の拡大放送（20時56分 - 22時30分）のため、15分繰り下げ（22時30分 - 23時24分）の上放送。
- 第4話：『2024 WBSCプレミア12 オープニングラウンド第4戦  日本× キューバ』の中継（18時34分 - 21時56分）に伴い、1時間10分繰り下げ（23時25分 - 翌0時19分）の上放送[注 4]。
- 第5話：『2024 WBSCプレミア12 決勝  日本× チャイニーズタイペイ』の中継（18時04分 - 21時56分）に伴い、1時間繰り下げ（23時15分 - 翌0時09分）の上放送。
- 最終回（第9話）：『M-1グランプリ2024』の生中継（18時30分 - 22時10分）に伴い、1時間15分繰り下げ（23時30分 - 翌0時24分）の上放送。

| 放送回                                                                      | 放送日   | サブタイトル               | 演出                | 視聴率 |
| --------------------------------------------------------------------------- | -------- | -------------------------- | ------------------- | ------ |
| 1                                                                           | 10月20日 | ポップコーンと優しさ       | 穐山茉由            | 3.4%   |
| 2                                                                           | 11月03日 | ばんそうこうと心配性       | 穐山茉由            | 2.3%   |
| 3                                                                           | 11月10日 | あくびと信頼               | 髙橋浩              | 2.3%   |
| 4                                                                           | 11月17日 | 似顔絵と大事な人           | 瑠東東一郎          | 3.6%   |
| 5                                                                           | 11月24日 | くつ下と居場所             | 瑠東東一郎          | 2.3%   |
| 6                                                                           | 12月01日 | 手と本当のきもち           | 瑠東東一郎 加藤卓哉 | 2.4%   |
| 7                                                                           | 12月08日 | フィルムカメラと人生の日記 | 田口仁              | 2.7%   |
| 8                                                                           | 12月15日 | ギフトとじぶんの役目       | 瑠東東一郎          | 2.2%   |
| 9                                                                           | 12月22日 | 傘と“きせき”の黄金比       | 瑠東東一郎          | 2.6%   |
| 平均視聴率 2.6%（視聴率はビデオリサーチ調べ、関東地区・世帯・リアルタイム） |          |                            |                     |        |